# You Matter to Me
«You Matter to Me» es una canción de la banda de rock estadounidense Kiss, grabada por el baterista Peter Criss en su álbum solista de 1978. Dicho disco fue el menos exitoso de la serie de álbumes solistas lanzada en 1978 por todos los músicos de Kiss, de los cuales el de Ace Frehley resultó ser el más vendedor. "You Matter to Me" fue uno de los sencillos del álbum junto a "Don't You Let Me Down".

## Personal
- Peter Criss: batería, voz
- Stan Penridge: guitarra
- Bill Bodine: bajo
- Art Munson: guitarra